# Vattenbrynsbaggar
Vattenbrynsbaggar (Hydraenidae) är en familj av skalbaggar som beskrevs av Étienne Mulsant 1844. Enligt Catalogue of Life ingår vattenbrynsbaggar i överfamiljen Staphylinoidea, ordningen skalbaggar, klassen egentliga insekter, fylumet leddjur och riket djur, men enligt Dyntaxa är tillhörigheten istället ordningen skalbaggar, klassen egentliga insekter, fylumet leddjur och riket djur. Enligt Catalogue of Life omfattar familjen Hydraenidae 1629 arter. 

## Bildgalleri

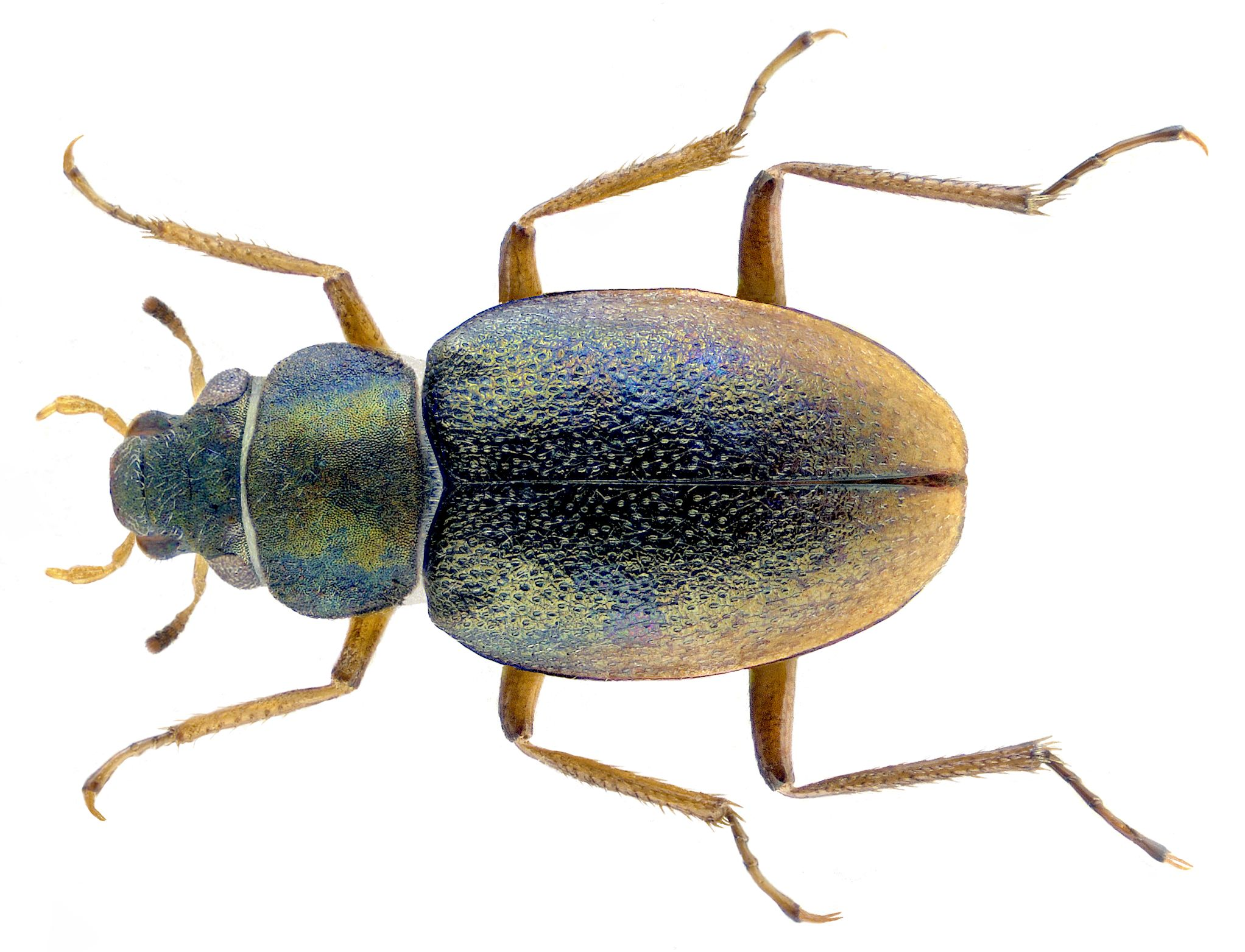

## Dottertaxa till vattenbrynsbaggar, i alfabetisk ordning[1][2]
- Adelphydraena
- Aulacochthebius
- Coelometopon
- Davidraena
- Decarthrocerus
- Discozantaena
- Edaphobates
- Ginkgoscia
- Gondraena
- Gymnanthelius
- Gymnochthebius
- Heptaenida
- Homalaena
- Hughleechia
- Hydraena
- Hydraenida
- Laeliaena
- Limnebius
- Madagaster
- Meropathus
- Mesoceration
- Micragasma
- Neochthebius
- Nucleotops
- Ochthebius
- Ochtheosus
- Oomtelecopon
- Orchymontia
- Parasthetops
- Parhydraena
- Parhydraenida
- Parhydraenopsis
- Pneuminion
- Podaena
- Prosthetops
- Protochthebius
- Protosthetops
- Protozantaena
- Pterosthetops
- Sebasthetops
- Sicilicula
- Tympallopatrum
- Tympanogaster